# علف‌انبانی بزرگ‌ریشه
علف‌انبانی بزرگ‌ریشه (نام علمی: Utricularia macrorhiza), یک گیاه گوشت‌خوار آبزی معلق چندساله است که متعلق به جنس علف‌انبانی است. علف‌انبانی بزرگ‌ریشه بومی آمریکای‌شمالی و شرق آسیای معتدل است.

## توصیف
علف‌انبانی بزرگ‌ریشه گیاهی شناور با شش تا بیست گل زردرنگ بزرگ و متقارن دوطرفه است که در ماه‌ّهای ژوئن، ژوئیه و اوت ظاهر می‌شود و روی ساقه‌ای ایستاده نگه داشته می‌شود. علف‌انبانی بزرگ‌ریشه از سایر گونه‌های مشابه به‌واسطه گل‌هایش که بزرگتر از گل‌های موجود بر روی علف‌انبانی‌های دیگر هستند متمایز می‌شود.
مثانه‌ای که نام آن را به علف‌انبانی معمول داده‌اند برای به‌دام انداختن و مصرف طعمه استفاده می‌شود. جانداران کوچک با برس‌زدن روی منافذ مثانه‌ای، موها را بر روی منافذ مثانه‌ای تحریک نموده و باعث می‌شوند که منافذ به‌سمت داخل باز شود و اجازه می‌دهد آب به مثانه هجوم بیاورد که طعمه را نیز به داخل می‌کشد. منافذ فوراً در پشت طعمه بسته می‌شود و سپس توسط آنزیم‌های داخل مثانه هضم می‌شود. فرایند به‌دام انداختن طعمه از باز شدن تا بسته شدن منافذ در ۰٫۰۰۲ ثانیه صورت می‌گیرد. اگر طعمه بزرگ در منافذ گیر کند، طعمه توسط آنزیم‌ها ذره‌ذره هضم می‌شود تا زمانی که منافذ دوباره بسته شود.

## توزیع
در آمریکای شمالی، علف‌انبانی بزرگ‌ریشه در سراسر ایالات‌متحده و کانادا یافت می‌شود. در این محدوده بیشتر در برکه‌ها و دریاچه‌ها و همچنین در نهرها و رودخانه‌های کم‌حرکت یافت می‌شود. علف‌انبانی بزرگ‌ریشه نیمه‌شمالی محدوده خود را با گونه مشابه، علف‌انبانی کوچک اشتراک دارد.